# FC Stumbras
L'FC Stumbras, noto anche come Stumbras, era una società calcistica lituana con sede nella città di Kaunas. Ha militato nella A lyga, la massima divisione del campionato lituano, per cinque stagioni consecutive. Nel 2017 ha vinto il suo unico trofeo, la coppa di Lituania.

## Storia
Il club venne fondato nel 2013 con il cambio societario e di denominazione della squadra della Nacionalinė Futbolo Akademija, e venendo iscritto nel raggruppamento sud della II lyga, la seconda serie del campionato lituano di calcio. Nonostante la squadra fosse composta da calciatori giovanissimi, il campionato venne concluso al secondo posto e con la promozione in 1 Lyga. Nella stagione 2014 lo Stumbras si rinforzò con calciatori più esperti (come Artūras Rimkevičius, che realizzò 26 reti) e vinse il campionato, conquistando la promozione in A lyga, la massima serie lituana, e riportando una squadra di Kaunas in massima serie dopo la retrocessione del FBK Kaunas nel 2012. Nel 2015, alla sua prima stagione in massima serie e sotto la guida di Darius Gvildys, lo Stumbras concluse al settimo posto, mantenendo la categoria. Nel 2016 arrivarono l'irlandese Richard Walsh alla direzione del club e il portoghese Mariano Barreto alla guida della squadra, che concluse il campionato al quinto posto e raggiunse le semifinali della coppa di Lituania sia nell'edizione 2015-2016 sia nell'edizione 2016. Nel 2017 vinse la coppa di Lituania per la prima volta nella sua storia, sconfiggendo in finale lo Žalgiris Vilnius grazie a una rete di Bouchareb, e venendo ammesso al primo turno preliminare della UEFA Europa League 2018-2019. In campionato concluse al settimo posto, accedendo così allo spareggio promozione/retrocessione contro il Banga Gargždai: vinse sia la gara di andata sia quella di ritorno, mantenendo il posto in A lyga.
La stagione 2018 si è conclusa con un quarto posto finale in campionato e col raggiungimento della finale della Coppa di Lituania, persa per 3-0 dallo Žalgiris. Grazie a questi risultati lo Stumbras si era qualificato al primo turno di qualificazione della UEFA Europa League 2019-2020, ma il 16 giugno 2019 al club è stata revocata la licenza UEFA e, quindi, impedita la partecipazione alle competizioni europee a causa di problemi finanziari del club e delle sue violazioni dei requisiti di partecipazione. Successivamente, il 28 giugno 2019 la federazione lituana ha revocato la licenza di partecipazione al campionato di A lyga, e di 1 Lyga per la seconda squadra, dopo aver riscontrato che non erano state risolte tutte le violazioni del club in materia sportiva, di personale, infrastrutturale e finanziaria. Il 30 luglio 2019 la federazione lituana, dopo aver constatato che lo Stumbras non aveva messo in atto le azioni necessarie richieste per portare a termine la stagione, ha annunciato l'esclusione del club dal campionato di A lyga 2019. Di conseguenza, per le rimanenti gare della prima fase del campionato dello Stumbras viene assegnata la vittoria a tavolino per 3-0 alle squadre avversarie. Analoga decisione è stata applicata alla seconda squadra dello Stumbras militante in 1 Lyga.

## Palmarès

### Competizioni nazionali
- Coppa di Lituania: 1

2017
- 1 Lyga: 1

2014

### Altri piazzamenti
- Coppa di Lituania:

Finalista: 2018
Semifinalista: 2015-2016, 2016
- Supercoppa di Lituania:

Finalista: 2018
- 2 Lyga:

Secondo posto: 2013

## Statistiche

### Partecipazione ai campionati
| Livello | Categoria | Partecipazioni | Debutto | Ultima stagione | Totale |
| ------- | --------- | -------------- | ------- | --------------- | ------ |
| 1º      | A lyga    | 5              | 2015    | 2019            | 5      |
| 2º      | 1 Lyga    | 1              | 2014    | 2014            | 1      |
| 3º      | 2 Lyga    | 1              | 2013    | 2013            | 1      |

## Organico

### Rosa 2018
| N. |                       | Ruolo | Calciatore          |
| -- | --------------------- | ----- | ------------------- |
| 1  | Brasile (bandiera)    | P     | Rodrigo Josviaki    |
| 3  | Brasile (bandiera)    | D     | Matheus Bissi       |
| 4  | Portogallo (bandiera) | D     | André Almeida       |
| 6  | Lituania (bandiera)   | D     | Vilius Armalas      |
| 7  | Brasile (bandiera)    | C     | Lucas Villela       |
| 8  | Portogallo (bandiera) | D     | Rafael Floro        |
| 9  | Georgia (bandiera)    | C     | Levan Macharashvili |
| 10 | Portogallo (bandiera) | C     | Fábio Lopes         |
| 11 | Sudafrica (bandiera)  | C     | Jaisen Clifford     |
| 12 | Lituania (bandiera)   | D     | Lukas Čerkauskas    |
| 14 | Lituania (bandiera)   | D     | Lukas Čepkauskas    |
| 17 | Portogallo (bandiera) | C     | Antonio Belo        |
| 18 | Lituania (bandiera)   | D     | Rimvydas Sadauskas  |
| 23 | Brasile (bandiera)    | D     | Marcos Júnior       |

| N. |                        | Ruolo | Calciatore            |
| -- | ---------------------- | ----- | --------------------- |
| 26 | Sudafrica (bandiera)   | C     | Kgaogelo Sekgota      |
| 29 | Azerbaigian (bandiera) | D     | Dmitri Naghiyev       |
| 37 | Lituania (bandiera)    | D     | Rokas Rasimavičius    |
| 38 | Guinea (bandiera)      | C     | Ibrahima Sory         |
| 40 | Lituania (bandiera)    | P     | Tomas Raudonikis      |
| 55 | Francia (bandiera)     | A     | Nasro Bouchareb       |
| 70 | Angola (bandiera)      | D     | David Kuagica         |
| 80 | Nigeria (bandiera)     | C     | Gavi Thompson         |
| 88 | Lituania (bandiera)    | C     | Dominykas Galkevičius |
| 90 | Ghana (bandiera)       | A     | Sheriff Deo           |
| 91 | Lituania (bandiera)    | P     | Giedrius Kvedaras     |
| 98 | Lituania (bandiera)    | C     | Domantas Antanavičius |
| 99 | Guinea (bandiera)      | A     | Alsény Bah            |

### Rosa 2015
Aggiornato al 24 marzo 2015.
| N. |                     | Ruolo | Calciatore          |
| -- | ------------------- | ----- | ------------------- |
| 1  | Brasile (bandiera)  | P     | Rodrigo Josviakis   |
| 5  | Lituania (bandiera) | D     | Audrius Račkus      |
| 7  | Lituania (bandiera) | C     | Erikas Skripkinas   |
| 12 | Russia (bandiera)   | P     | Aleksandr Sikorskiy |
| 13 | Lituania (bandiera) | A     | Mantas Varanauskas  |
| 15 | Lituania (bandiera) | C     | Mantvydas Eiza      |
| 16 | Lituania (bandiera) | D     | Lukas Pupšys        |
| 17 | Lituania (bandiera) | D     | Laimonas Jurevičius |

| N. |                     | Ruolo | Calciatore            |
| -- | ------------------- | ----- | --------------------- |
| 18 | Lituania (bandiera) | D     | Rimvydas Sadauskas    |
| 22 | Lituania (bandiera) | C     | Romualdas Blaževičius |
| 24 | Lituania (bandiera) | D     | Vytautas Žemaitis     |
| 25 | Lituania (bandiera) | A     | Deividas Stradalovas  |
| 29 | Lituania (bandiera) | C     | Ainas Bareikis        |
| 30 | Lituania (bandiera) | C     | Ignas Prieskenis      |
| 90 | Ghana (bandiera)    | A     | Sheriff Mohammed      |